# Ubmeje tjeälddie
Ubmeje tjeälddie, tidigare Umbyn, är en sameby vars åretruntmarker huvudsakligen är belägna i Storumans kommun. Den inrättades som en följd av 1886 års renbeteslag, då under namnet Umbyns lappby. Efter införandet av 1971 års rennäringslag förändrades namnet till Umbyns sameby, men sedermera har samebyn fått ett samiskt namn. Ubmeje tjeälddie är en av sex fjällsamebyar i Västerbottens län. 

## Gränser

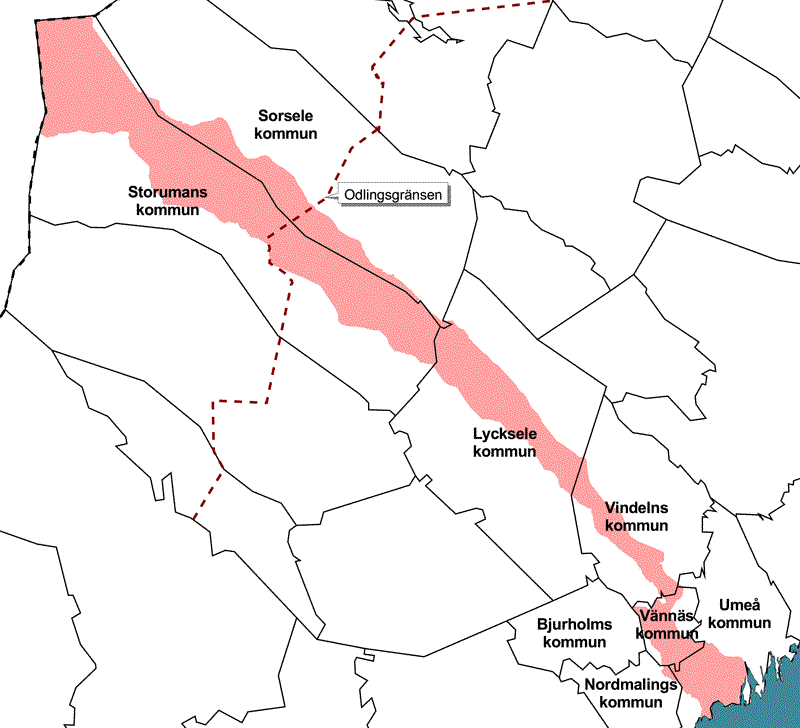
Ubmeje tjälddies betesområde. Ovanför odlingsgränsen finns byns åretruntmarker. Nedanför odlingsgränsen får renskötsel bedrivas under tiden 1 oktober–30 april. Området närmast havet är inte i sin helhet formellt fastställt.

Gränserna för Ubmeje tjeälddies åretruntmarker fastställdes av länsstyrelsen i Västerbottens län den 25 maj 1946. Dessa marker omfattar den norra delen av Storumans kommun ovanför odlingsgränsen. I söder följer gränsen mot Vapstens sameby i stort sett Umeälven och Jovattsån. I norr följer gränsen mot Rans sameby i stort sett Juktån och därovanför kommungränsen mot Storumans kommun. Sommarlandet finns huvudsakligen på Artfjället och Norra Storfjället på ömse sidor om Hemavan, men sträcker sig också en bit in i Norge.
Nedanför odlingsgränsen får renskötsel endast bedrivas under tiden 1 oktober–30 april. Den södra gränsen, mot Vapstens sameby, fastställdes 1997. Den följer i stort sett Umeälven ned till Vännäs kommun, där den följer kommungränsen mot Bjurholms kommun och därefter Hörnån till Hörnefors. Den norra gränsen, mot Rans sameby, fastställdes också 1997. Inom Sorsele kommun följer den Juktån och passerar därefter genom Lycksele och Vindelns kommuner ned till Vännäsby. Gränsen från Vännäsby till Bottenviken är inte fastställd. Byn har vanligen sina renar på vinterbete från Storuman och ned mot Lycksele och Granö men även en bit österut.

## Antal företag
Samebyn bestod 2006 av omkring 13 rennäringsföretag. Liksom i andra samebyar bedriver en del medlemmar även annan näringsverksamhet såsom turismföretag och renslakterier. År 2003 fastställde länsstyrelsen det högsta renantalet till 7 800, årskalvar oräknade. Beslutet upphävdes dock 2006, och tills vidare gäller det högsta renantal som anges i 1946 års byordning: 9 000 renar, årskalvar oräknade.

## Historia

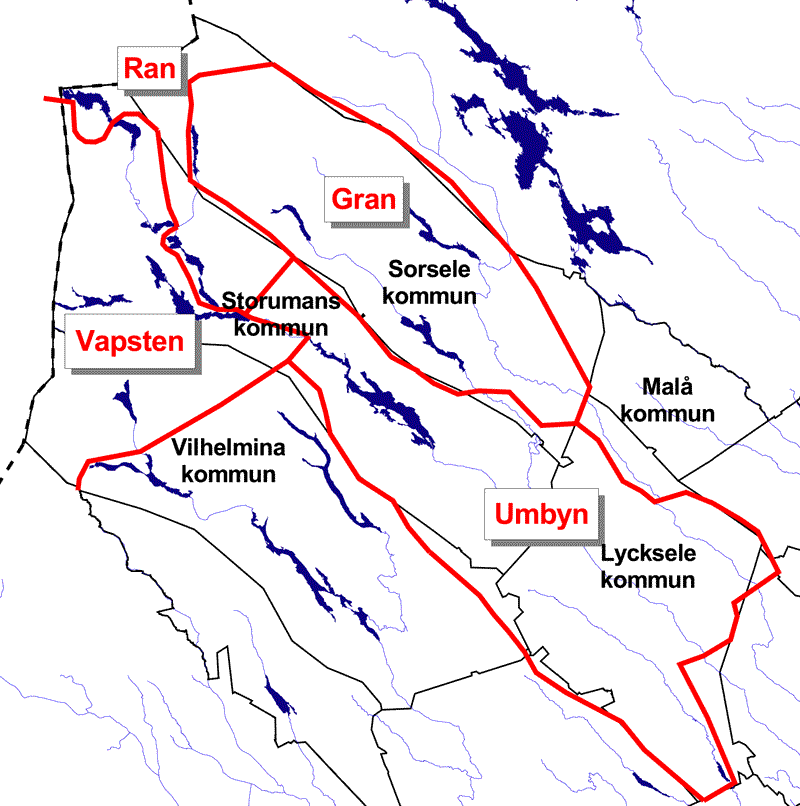
Lappbyar i Lycksele lappmark 1670. Lappbyarna visas i rött och nutida kommuner i svart. Gran och Umbyn var huvudsakligen granlappbyar (skogssamiska byar), medan Ran och Vapsten var fjällappbyar som även sträckte sig över på norsk sida.

Ubmeje tjeälddies tidigare namn, Umbyn, är känt som namn på en historisk lappby sedan början av 1600-talet. Det var då en skogssamisk by vars område ungefär omfattade nuvarande Lycksele kommun samt Storumans kommun nedanför Tärna församling. Den skogssamiska kulturen försvann från Lycksele och Storuman under 1700- och 1800-talen, och den nuvarande Umbyn/Ubmeje tjeälddie är en helt fjällsamisk by.
Som en konsekvens av 1886 års renbeteslag fastställdes gränserna för en ny lappby med namnet Umbyn av länsstyrelsen i Västerbottens län 1898. Det är den som idag heter Ubmeje tjeälddie. Den har alltså inte samma utsträckning som den historiska Umbyn.

## Samiskt språkområde
Ubmeje tjeälddie ligger inom det umesamiska språkområdet.
Under 1930-talet flyttade fyra familjer in i byn till följd av tvångsförflyttningen av Karesuandosamer. De talade nordsamiska och förde med sig de nordliga släktnamnen Omma, Idivuoma, Bals och Utsi.